# Paul Gentilozzi

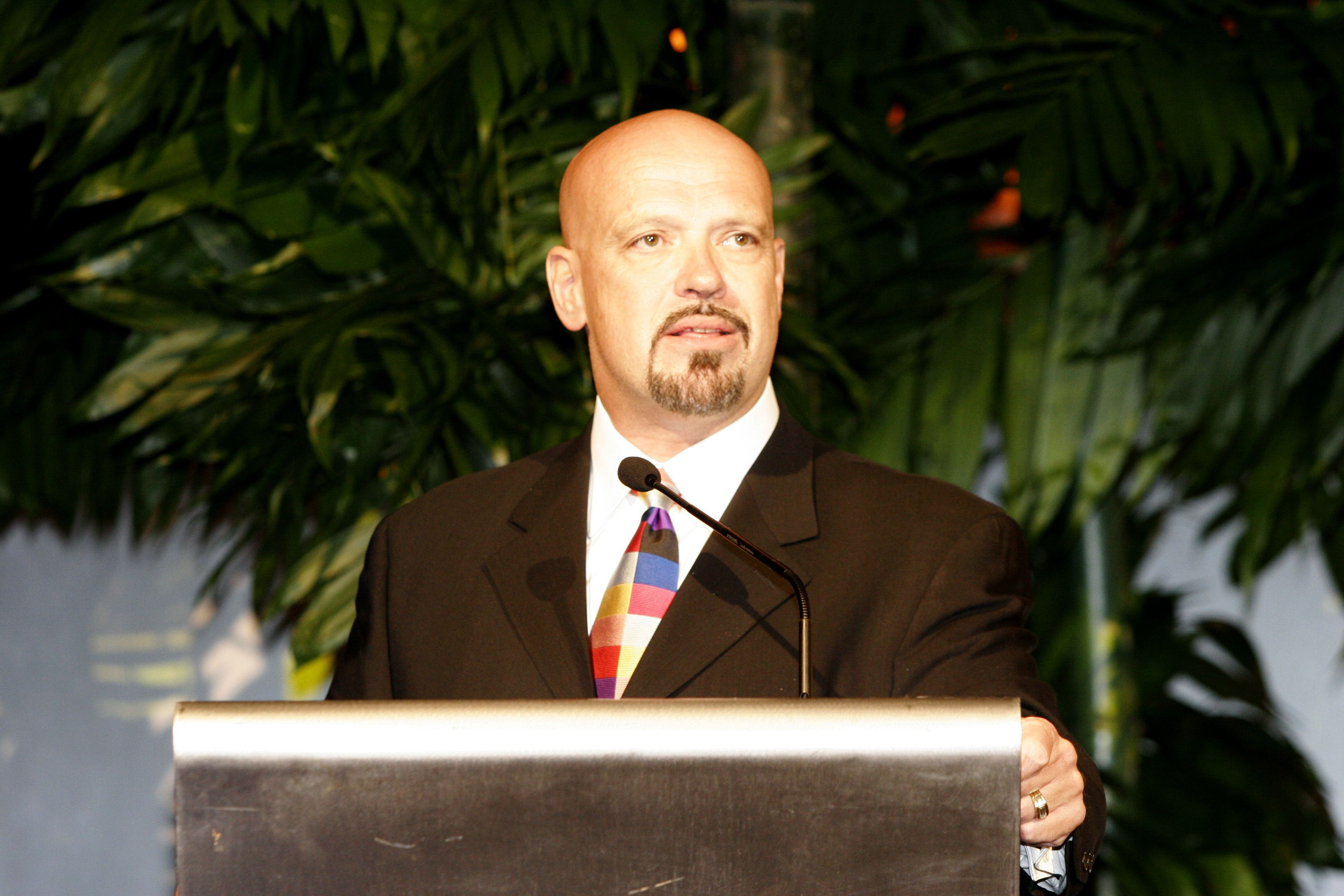
Paul Gentilozzi 2005

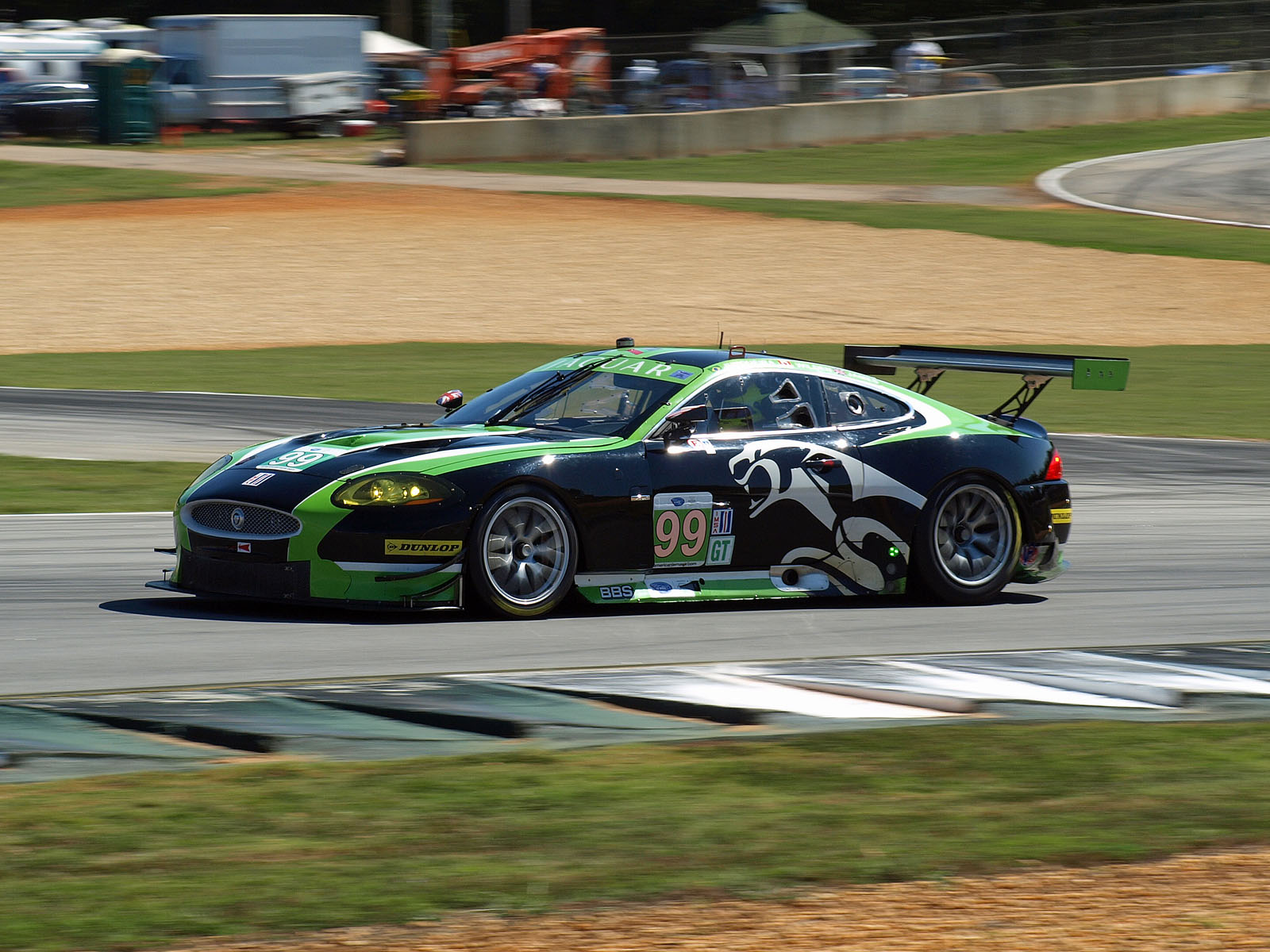
Der Rocketsports Jaguar XKR GT2; gefahren von Bruno Junqueira beim Petit Le Mans 2011

Paul Victor Gentilozzi (* 6. Februar 1950 in Lansing) ist ein US-amerikanischer Unternehmer und ehemaliger Autorennfahrer und Rennstallbesitzer.

## Unternehmer
Paul Gentilozzi studierte nach der Pflichtschulzeit mit Abschlüssen Wirtschaftswissenschaften an der Michigan State University in East Lansing. Mit der Errichtung, dem Verkauf und der Vermietung von Gewerbeimmobilien wurde er vermögend.

## Karriere als Rennfahrer
Die Fahrerkarriere von Paul Gentilozzi begann Anfang der 1980er-Jahre im US-amerikanischen Sportwagensport. Seinen ersten internationalen Einsatz hatte er 1983 beim 12-Stunden-Rennen von Sebring. Gemeinsam mit Dave Heinz und Jerry Thompson fuhr er einen Chevrolet Camaro an die 26. Stelle der Gesamtwertung. 1986 startete er erstmals regelmäßig in der IMSA-GTP-Serie. Die eingesetzten Oldsmobile Toronados wurden von seinem eigenen Team Rocketsports Racing gemeldet. Die erste Podiumsplatzierung gelang mit dem dritten Rang beim 300-km-Rennen von Portland.
Den ersten Sieg erzielte er 1988 bei einem Trans-Am-Rennen in Long Beach. In dieser nordamerikanischen Sportwagenserie feierte Gentilozzi in weiterer Folge seine größten Erfolge als Fahrer. Viermal, 1998, 1999, 2001 und 2004, gewann er die Fahrergesamtwertung. In den 1990er- und 2000er-Jahren fuhr er auch in der American Le Mans Series und ging zweimal beim 24-Stunden-Rennen von Le Mans an den Start. International war der Gesamtsieg beim 24-Stunden-Rennen von Daytona 1994 sein größter Erfolg als Fahrer.

## Rennstallbesitzer und Teamchef
1985 gründete Paul Gentilozzi Rocketsports Racing, vorerst als Team für seine Einsätze in der Trans-Am-Serie. In dieser Serie war das Team bis Ablauf der Saison 2004 – dann wurde die Rennserie eingestellt – aktiv und hält alle nennenswerten Rekorde: neun Teamtitel, 57 Einzelsiege, die meisten Pole-Positions, die häufigsten Platzierungen unter den ersten drei und die höchste Summe an gewonnenem Preisgeld. 2003 stieg das Team mit Alex Tagliani als Fahrer bei den Champ Cars ein. 
2009 wurde aus Rocketsport RSR Racing, das sich in der IMSA WeatherTech SportsCar Championship engagierte.

## Statistik

### Le-Mans-Ergebnisse
| Jahr | Team                       | Fahrzeug       | Teamkollege       | Teamkollege   | Platzierung | Ausfallgrund    |
| ---- | -------------------------- | -------------- | ----------------- | ------------- | ----------- | --------------- |
| 1994 | Clayton Cunningham Racing  | Nissan 300ZX   | Eric van de Poele | Shunji Kasuya | Ausfall     | Zündungsschaden |
| 2010 | Jaguar Rocketsports Racing | Jaguar XKR GT2 | Ryan Dalziel      | Marc Goossens | Ausfall     | Motorschaden    |

### Sebring-Ergebnisse
| Jahr | Team                   | Fahrzeug                | Teamkollege      | Teamkollege   | Teamkollege      | Platzierung            | Ausfallgrund       |
| ---- | ---------------------- | ----------------------- | ---------------- | ------------- | ---------------- | ---------------------- | ------------------ |
| 1983 | Dave Heinz Racing      | Chevrolet Camaro        | Jerry Thompson   | Dave Heinz    |                  | Rang 26                |                    |
| 1985 | Whitehall Promotions   | Porsche 924 Carrera GTR | Austin Godsey    | Kent Hill     |                  | Ausfall                | Motorschaden       |
| 1986 | Whitehall-Rocketsports | Oldsmobile Toronado     | Tom Winters      | Bob Bergstrom | Gene Felton      | Ausfall                | Getriebeschaden    |
| 1987 | Whitehall Rocketsports | Oldsmobile Toronado     | Tom Winters      | Irv Hoerr     |                  | Rang 15                |                    |
| 1992 | Rocketsports           | Oldsmobile Cutlass      | George Robinson  | Irv Hoerr     | Darin Brassfield | Rang 7 und Klassensieg |                    |
| 1993 | Rocketsports           | Oldsmobile Cutlass      | Dorsey Schroeder | Calvin Fish   |                  | Rang 8                 |                    |
| 1994 | Cunningham Racing      | Nissan 300ZX            | Butch Leitzinger |               |                  | Ausfall                | Zylinder überhitzt |
| 2010 | Jaguar RSR             | Jaguar XKRS             | Ryan Dalziel     | Marc Goossens |                  | Ausfall                | Kühler             |